# Municipio X (2013)
Pour l’article homonyme, voir Municipio X (2001-2013).

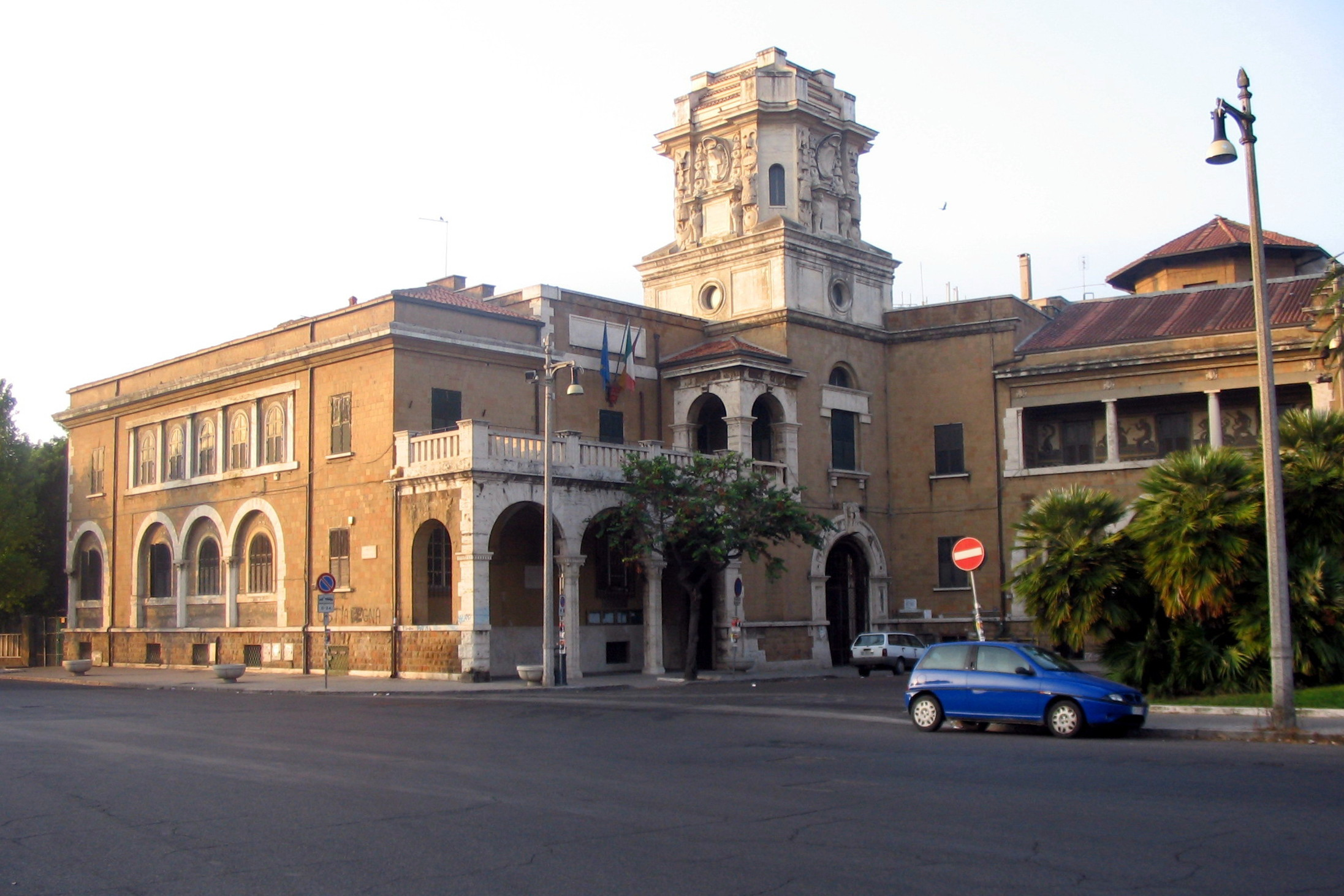
La mairie du municipio.

Le municipio X est une subdivision administrative de Rome, capitale de l'Italie.

## Géographie

### Situation
Le municipio s'étend sur les bords de la côte de la mer Tyrrhénienne, au sud-ouest de la ville, et est limité au nord et à l'ouest par le cours du Tibre. Ses services administratifs siègent à Ostie.

### Municipi et communes limitrophes
|           | Municipio XI |              |
| Fiumicino | Municipio X  | Municipio IX |
|           | Pomezia      |              |

## Historique
En mars 2013, il remplace l'ancien municipio XIII sur le même territoire.

## Subdivisions
Administrativement, le municipio X est subdivisé en dix zones urbanistiques :
- 13a - Malafede,
- 13b - Acilia Nord,
- 13c - Acilia Sud,
- 13d - Casal Palocco,
- 13e - Ostia Antica,
- 13f -  Ostia Nord,
- 13g -  Ostia Sud,
- 13h -   Castel Fusano,
- 13i -  Infernetto,
- 13x -  Castel Porziano.

Le territoire comporte également trois quartiers :
- Q.XXXIII- Lido di Ostia Ponente,
- Q.XXXIV- Lido di Ostia Levante,
- Q.XXXV - Lido di Castel Fusano ;

ainsi que huit zones :
- Z.XXVIII - Tor de' Cenci (en partie),
- Z.XXIX - Castel Porziano (en partie),
- Z.XXXe - Castel Fusano,
- Z.XXXI - Mezzocammino (en partie),
- Z.XXXII - Acilia Nord,
- Z.XXXIII -Acilia Sud,
- Z.XXXIV - Casal Palocco,
- Z.XXXV -  Ostia Antica.

## Politique et administration

### Municipalité
Le municipio est dirigé par un président et un conseil de 24 membres élus au suffrage direct pour cinq ans.
En avril 2015, la forte infiltration de la mafia dans les affaires du municipio conduit son président, Andrea Tassone, à démissionner. Il est remplacé par un commissaire et l'administration est placée sous la tutelle du gouvernement. Des élections sont organisées le 5 novembre 2017 pour renouveler le conseil municipal.

### Présidents
| Période                         | Nom               | Parti politique        | Notes       |
| ------------------------------- | ----------------- | ---------------------- | ----------- |
| 2013 - 2015                     | Andrea Tassone    | Parti démocrate        |             |
| 28 avril - 27 août 2015         | Alfonso Sabella   | -                      | Commissaire |
| 27 août 2015 - 20 novembre 2017 | Domenico Vulpiani | -                      | Commissaire |
| 20 novembre 2017-octobre 2021   | Giuliana Di Pillo | Mouvement cinq étoiles |             |
| depuis 2021                     | Mario Falconi     | Parti démocrate        |             |